# Stanislav Gross
Stanislav Gross (ur. 30 października 1969 w Pradze, zm. 16 kwietnia 2015 tamże) – czeski polityk, parlamentarzysta, od 2000 do 2004 minister spraw wewnętrznych, przewodniczący Czeskiej Partii Socjaldemokratycznej i premier Czech w latach 2004–2005.

## Życiorys
Był absolwentem technikum kolejowego, gdzie zdobył zawód maszynisty. Przez krótki czas pracował w czechosłowackiej kompanii kolejowej, po czym do 1990 odbywał służbę wojskową. W 1999 ukończył zaoczne studia prawnicze na Uniwersytecie Karola w Pradze.
Po aksamitnej rewolucji w 1989 wstąpił do Czeskiej Partii Socjaldemokratycznej, gdzie jako młody działacz zrobił szybką karierę. W latach 1990–1994 był liderem Młodych Socjaldemokratów, a w 1992 został członkiem czeskiego parlamentu. Do Izby Poselskiej był następnie wybierany w 1996, 1998 i 2002, zasiadając w niej do 2004. W 1995 dzięki poparciu ówczesnego lidera ČSSD Miloša Zemana został przewodniczącym klubu poselskiego. Po wygranych przez socjaldemokratów wyborach w 1998 został wiceprzewodniczącym parlamentu, a w kwietniu 2000 w czasie rekonstrukcji rządu Miloša Zemana otrzymał tekę ministra spraw wewnętrznych. Pozostał na tej funkcji również w utworzonym w lipcu 2002 gabinecie Vladimíra Špidli, obejmując dodatkowo funkcję wicepremiera.
4 sierpnia 2004 został mianowany przez prezydenta Vaclava Klausa na urząd premiera. W tym samym roku został przewodniczącym socjaldemokratów, wcześniej od 2001 zajmował stanowisko wiceprzewodniczącego partii. Zakończył urzędowanie jako premier 25 kwietnia 2005, odchodząc w tym samym roku z funkcji partyjnej. Ustąpił na skutek skandalu majątkowego, gdy nie potrafił wyjaśnić źródeł swojego szybkiego wzbogacenia. Praktykował później jako prawnik, zajmował się też działalnością gospodarczą.
Był żonaty, miał dwie córki. Zmarł na skutek stwardnienia zanikowego bocznego.